# AVP Tour 2015
Die AVP Tour 2015 ist die nationale Turnierserie der Vereinigten Staaten im Beachvolleyball. Sie wurde in sieben Städten ausgetragen.

## Übersicht der Turniere
| Datum             | Stadt            | Sieger Männer                     | Sieger Frauen                 |
| ----------------- | ---------------- | --------------------------------- | ----------------------------- |
| 21.–24. Mai       | New Orleans      | Jacob Gibb / Casey Patterson      | April Ross / Kerri Walsh      |
| 16.–19. Juli      | New York City    | Jacob Gibb / Casey Patterson      | Emily Day / Jennifer Kessy    |
| 6.–9. August      | Seattle          | Ryan Doherty / John Mayer         | Jennifer Fopma / April Ross   |
| 13.–16. August    | Manhattan Beach  | Phil Dalhausser / Nicholas Lucena | Jennifer Fopma / April Ross   |
| 27.–30. August    | Chicago          | Bradley Keenan / Ty Tramblie      | Nicole Branagh / Jenny Kropp  |
| 3.–6. September   | Mason            | Tri Bourne / John Hyden           | Betsi Flint / Kelley Kolinske |
| 10.–13. September | Huntington Beach | Tri Bourne / John Hyden           | Lauren Fendrick / April Ross  |

## Turniere
Nachfolgend werden jeweils die Top 8 der einzelnen Turniere aufgeführt. Die kompletten Ergebnisse gibt es in der Beach Volleyball Database (siehe Weblinks).

### New Orleans
| Platz | Männer                           | Frauen                                    |
| ----- | -------------------------------- | ----------------------------------------- |
| 1     | Jacob Gibb / Casey Patterson     | April Ross / Kerri Walsh                  |
| 2     | Phil Dalhausser / Sean Rosenthal | Emily Day / Jennifer Kessy                |
| 3     | Ryan Doherty / John Mayer        | Kendra VanZwieten / Megan Wallin-Brockway |
| 3     | Brian Bomgren / Tim Bomgren      | Angela Bensend / Geena Urango             |
| 5     | Todd Rogers / Stafford Slick     | Jenny Kropp / Whitney Pavlik              |
| 5     | Casey Jennings / Billy Kolinske  | Ali McColloch / Emily Stockman            |
| 7     | Russ Marchewka / Ty Tramblie     | Lauren Fendrick / Brooke Sweat            |
| 7     | Jason Lochhead / Robert Page     | Branagan Fuller / Kelly Schumacher        |

### New York City
| Platz | Männer                          | Frauen                               |
| ----- | ------------------------------- | ------------------------------------ |
| 1     | Jacob Gibb / Casey Patterson    | Emily Day / Jennifer Kessy           |
| 2     | Ryan Doherty / John Mayer       | Nicole Branagh / Jenny Kropp         |
| 3     | Trevor Crabb / Ty Cramblie      | Kimberly DiCello / Kendra VanZwieten |
| 3     | Avery Drost / Billy Kolinske    | Kelly Claes / Sara Hughes            |
| 5     | Billy Allen / Bradley Keenan    | Jennifer Fopma / April Ross          |
| 5     | Brian Bomgren / Tim Bomgren     | Angela Bensend / Geena Urango        |
| 7     | Russ Marchewka / Dave McKienzie | Amanda Dowdy / Heather McGuire       |
| 7     | Jason Lochhead / Robbie Page    | Kerri Schuh / Jessica Stubinski      |

### Seattle
| Platz | Männer                            | Frauen                                |
| ----- | --------------------------------- | ------------------------------------- |
| 1     | Ryan Doherty / John Mayer         | Jennifer Fopma / April Ross           |
| 2     | Phil Dalhausser / Nicholas Lucena | Lane Carico / Summer Ross             |
| 3     | Jacob Gibb / Casey Patterson      | Kimberly DiCello / Kendra VanZwieten  |
| 3     | Tri Bourne / John Hyden           | Brittany Hochevar / Misty May-Treanor |
| 5     | Theodore Brunner / Sean Rosenthal | Emily Day / Jennifer Kessy            |
| 5     | Billy Allen / Bradley Keenan      | Nicole Branagh / Jenny Kropp          |
| 7     | Trevor Crabb / Ty Tramblie        | Amanda Dowdy / Heather McGuire        |
| 7     | Casey Jennings / Billy Kolinske   | Angela Bensend / Geena Urango         |

### Manhattan Beach
| Platz | Männer                            | Frauen                               |
| ----- | --------------------------------- | ------------------------------------ |
| 1     | Phil Dalhausser / Nicholas Lucena | Jennifer Fopma / April Ross          |
| 2     | Tri Bourne / John Hyden           | Nicole Branagh / Jenny Kropp         |
| 3     | Ryan Doherty / John Mayer         | Emily Day / Jennifer Kessy           |
| 3     | Taylor Crabb / Trevor Crabb       | Lane Carico / Summer Ross            |
| 5     | Jacob Gibb / Casey Patterson      | Kimberly DiCello / Kendra VanZwieten |
| 5     | Mark Burik / Curt Toppel          | Ali McColloch / Emily Stockman       |
| 7     | Theodore Brunner / Sean Rosenthal | Tealle Hunkus / Sheila Shaw          |
| 7     | Todd Rogers / Stafford Slick      | Betsi Flint / Kelley Kolinske        |

### Chicago
| Platz | Männer                          | Frauen                                    |
| ----- | ------------------------------- | ----------------------------------------- |
| 1     | Bradley Keenan / Ty Tramblie    | Nicole Branagh / Jenny Kropp              |
| 2     | Ryan Doherty / John Mayer       | Kimberly DiCello / Kendra VanZwieten      |
| 3     | Todd Rogers / Stafford Slick    | Lane Carico / Summer Ross                 |
| 3     | Casey Jennings / Billy Kolinske | Amanda Dowdy / Heather McGuire            |
| 5     | Billy Allen / Robbie Page       | Ali McColloch / Emily Stockman            |
| 5     | Hudson Bates / Dave McKienzie   | Betsi Flint / Kelley Kolinske             |
| 7     | Jeremy Casebeer / Derek Olson   | Jessica Stubinski / Megan Wallin-Brockway |
| 7     | Adam Cabbage / Marty Lorenz     | Litz Fitzgerald / Lynne Galli             |

### Mason
| Platz | Männer                            | Frauen                                    |
| ----- | --------------------------------- | ----------------------------------------- |
| 1     | Tri Bourne / John Hyden           | Betsi Flint / Kelley Kolinske             |
| 2     | Jacob Gibb / Casey Patterson      | Angela Bensend / Geena Urango             |
| 3     | Phil Dalhausser / Nicholas Lucena | Kimberly DiCello / Kendra VanZwieten      |
| 3     | Ty Loomis / Marty Lorenz          | Ali McColloch / Emily Stockman            |
| 5     | Ryan Doherty / John Mayer         | Nicole Branagh / Jenny Kropp              |
| 5     | Taylor Crabb / Trevor Crabb       | Jessica Stubinski / Megan Wallin-Brockway |
| 7     | Casey Jennings / Billy Kolinske   | Tealle Hunkus / Sheila Shaw               |
| 7     | Brian Bomgren / Tim Bomgren       | Caitlin Ledoux / Irene Pollock            |

### Huntington Beach
| Platz | Männer                          | Frauen                                |
| ----- | ------------------------------- | ------------------------------------- |
| 1     | Tri Bourne / John Hyden         | Lauren Fendrick / April Ross          |
| 2     | Ryan Doherty / John Mayer       | Nicole Branagh / Jenny Kropp          |
| 3     | Jacob Gibb / Casey Patterson    | Emily Day / Jennifer Kessy            |
| 3     | Taylor Crabb / Trevor Crabb     | Brittany Hochevar / Misty May-Treanor |
| 5     | Casey Jennings / Billy Kolinske | Betsi Flint / Kelley Kolinske         |
| 5     | Billy Allen / Robbie Page       | Caitlin Ledoux / Irene Pollock        |
| 7     | Todd Rogers / Stafford Slick    | Amanda Dowdy / Heather McGuire        |
| 7     | Brian Bomgren / Tim Bomgren     | Lisa Fitzgerald / Lynne Galli         |